# Leuchtturm Sälskär

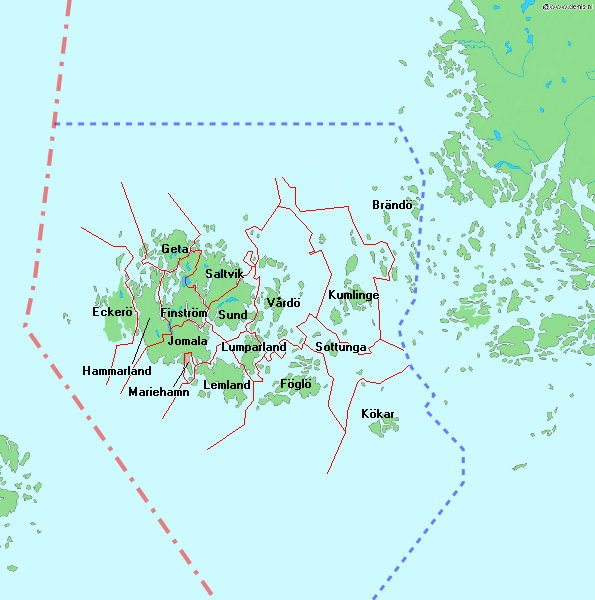
Åland - Gemeinden, 2009

Der Leuchtturm Sälskär (Sälskärin majakka finnisch, Sälskärens fyr schwedisch) befindet sich auf einem flachen Schären-Felsen, der Insel Sälskär in der Ålandsee, Teil des Bottnischen Meerbusens, erhebt sich im nördlichen Teil der finnischen Åland-Inseln und gehört zur Gemeinde Hammarland.

## Geschichte
Nach dem Ende des Russisch-Schwedischen Krieges im Jahr 1809 musste Schweden als Bedingung aus dem Vertrag von Fredrikshamn Finnland an Russland abtreten. Die Åland-Inseln wurden Bestandteil des Großfürstentums Finnland. Der finnische Senat bewilligte 1863/64 die Mittel für die Errichtung eines Leuchtfeuers auf der kleinen Insel.
Der vom finnischen Architekten Hampus Dalström entworfene Turm wurde 1868 auf der Insel Sälskär errichtet. In den 1860er und 1870er Jahren war er einer der führenden Architekten Finnlands und hat im Dienste der finnischen Bauverwaltung weitere sechs Leuchttürme geplant. Die Wohnhäuser der Leuchtturmwärter befanden sich in einiger Entfernung vom Leuchtturm. In den 1890er Jahren wurde der Turm durch starke Herbststürme schwer beschädigt, so dass er 1904 durch die Anbringung von vier Eisenbändern und Kabelverankerungen weiter gesichert werden musste.

## Gebäude
Der Turm ist ein runder Mauerwerksturm mit einer Höhe von 32 m. 164 Stufen führen innen auf die Galerie mit dem aufgesetzten Laternenhaus mit einem roten Dach.
1949 wurde die Befeuerung des Leuchtturms von Kerosin auf Acetylen-Gas umgestellt und automatisiert. Da die Wärter-Wachen beendet waren, wurden die Gebäude abgerissen. In den 1980er Jahren wurden die Stützkabel entfernt und der Turm in den 1990er Jahren umfangreich renoviert. Der Turm wird seit 1990 mit Solarenergie betrieben.
Die Leuchtturmwärter waren:
- Fredrik Wilhelm Grönlund (1868–1892)
- Mats Robert Widlund (1893–1897)
- Karl Edvard Holmberg (1898–1924)
- Algot Hamnström (1925–1949)

Bilder vom Leuchtfeuer Sälskär
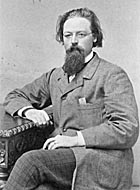
Architekt Hampus Dalström (1829–1882)
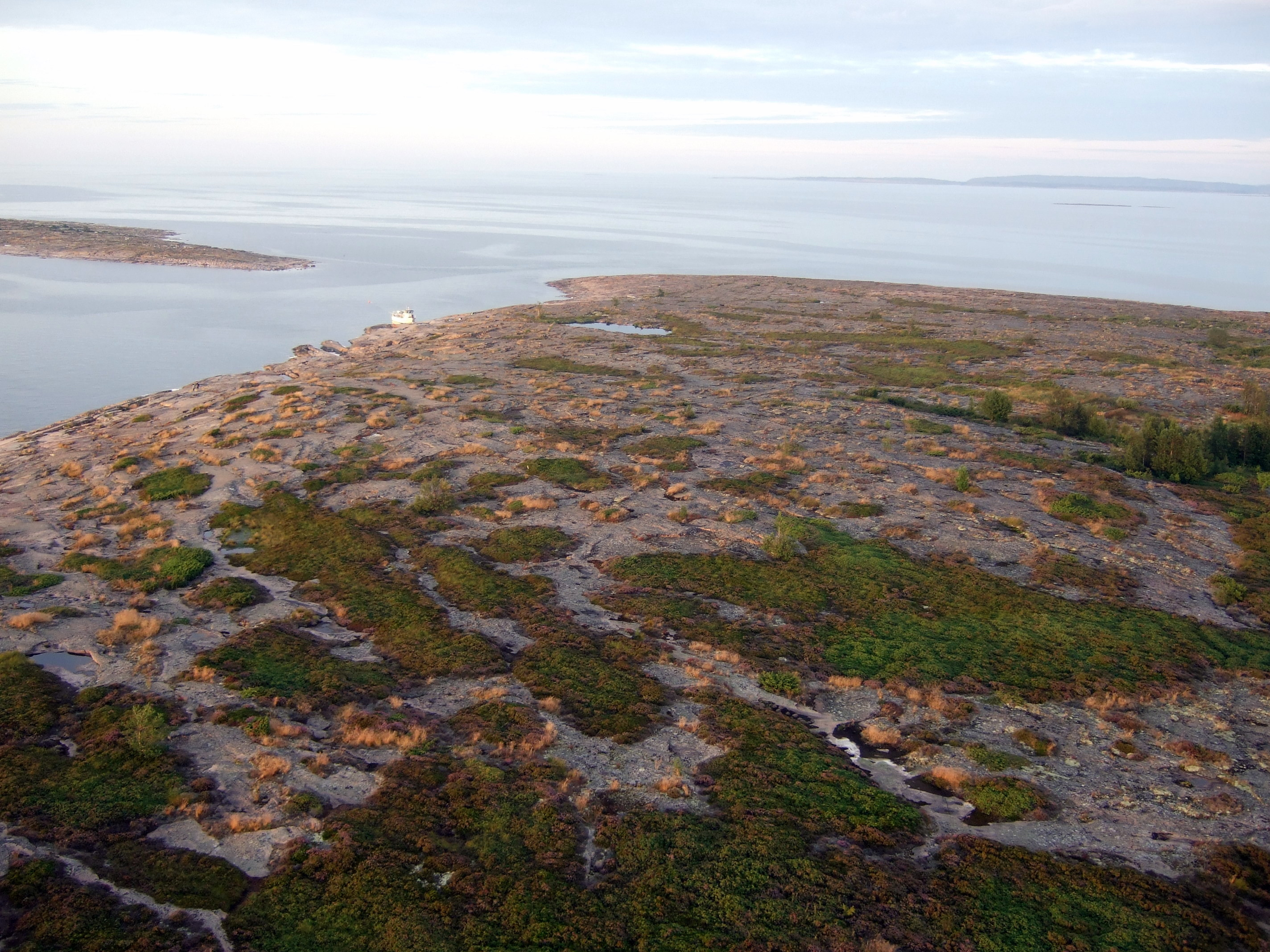
Sälskär von oben, 2009
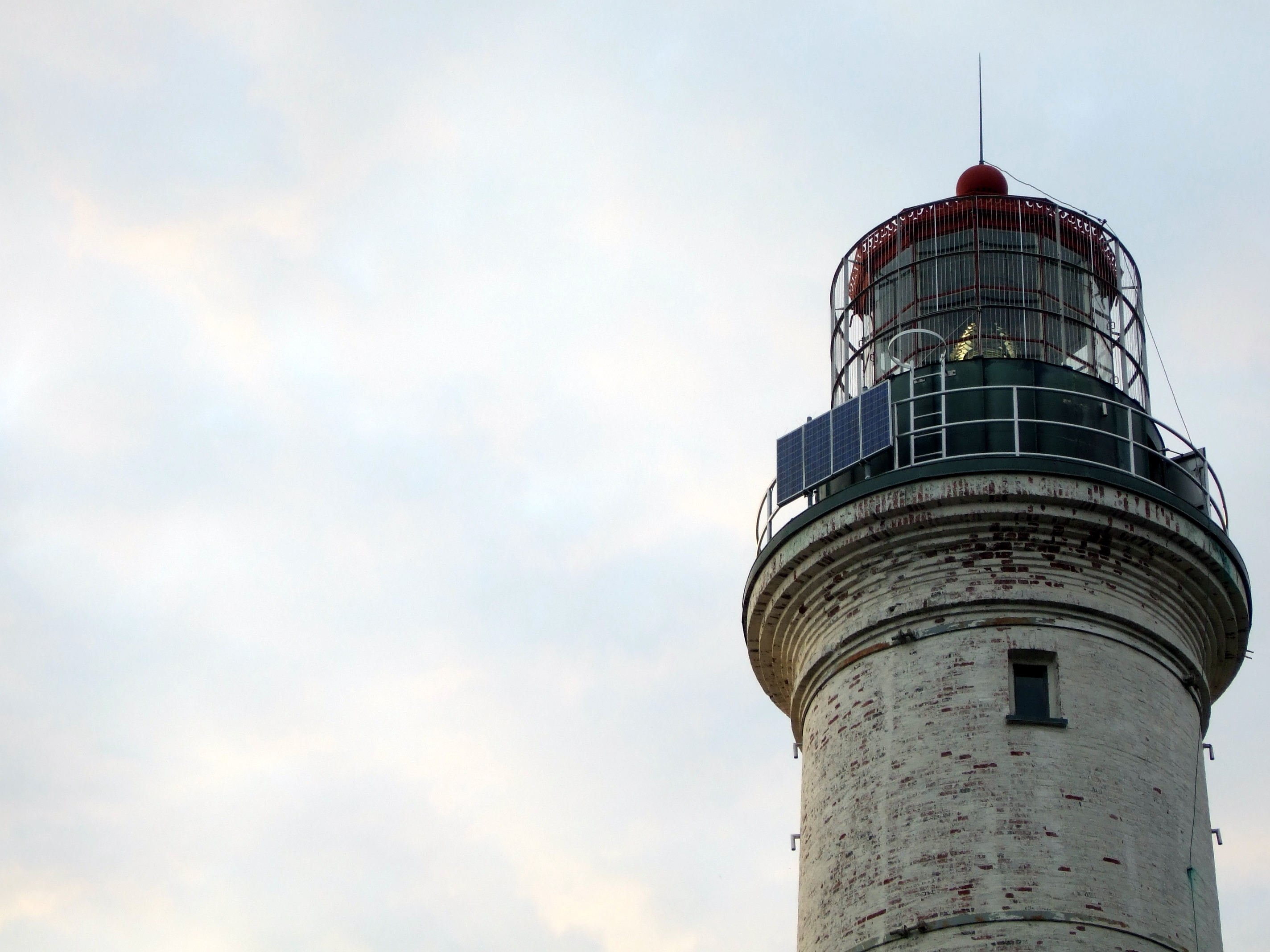
Ansicht Leuchtturmkopf, 2009
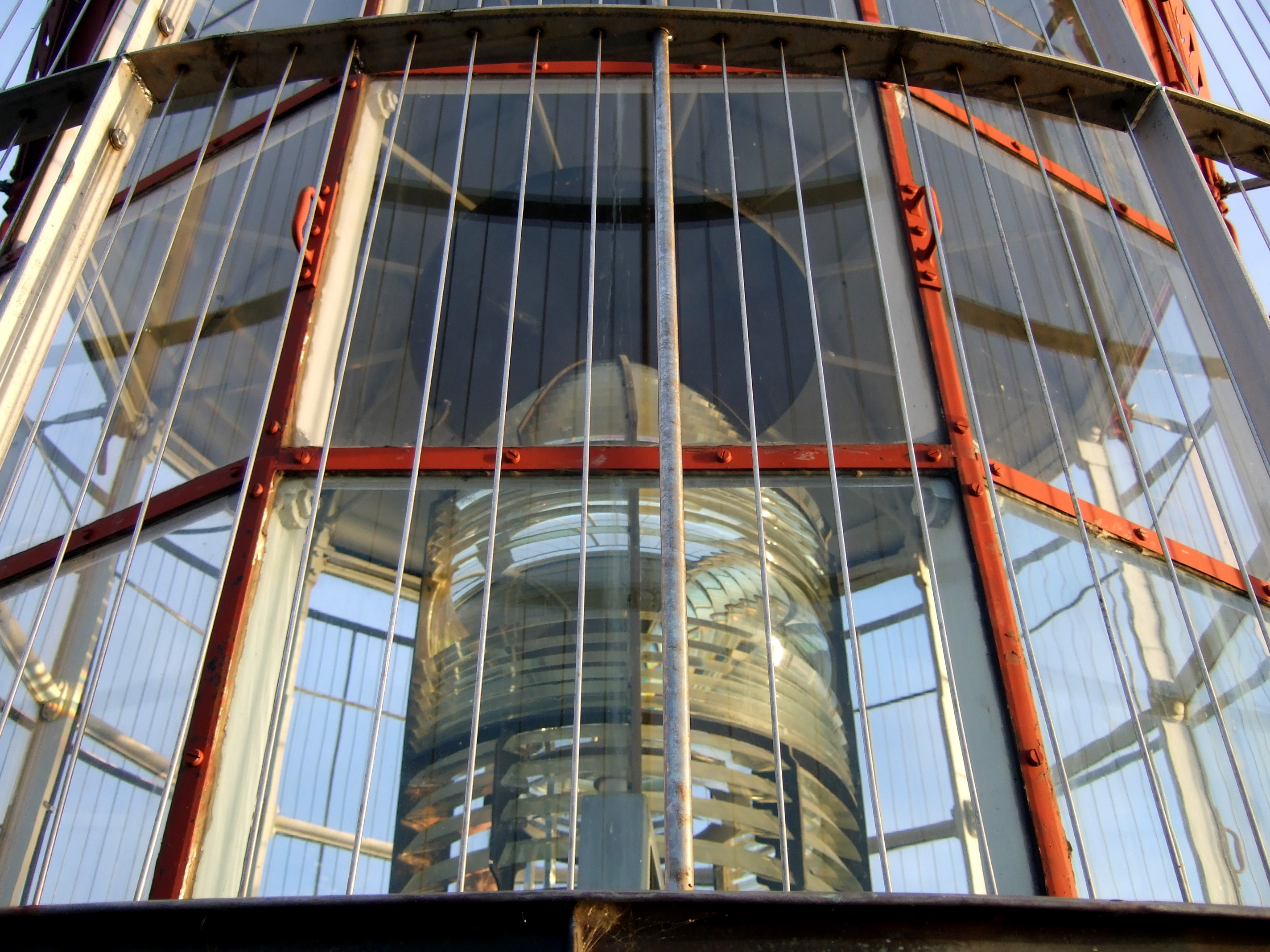
Ansicht Leuchtturmlinse, 2009

## Numismatik und Philatelie
Das Motiv des Leuchtturms war 2013 auf einer 5-Euro-Sondermünze der finnischen Bank geprägt.
Mit dem Leuchtturm als Abbild von Sälskär wurde 1992 durch die Åland Post in einem Vierer-Briefmarkensatz eine Briefmarke mit einem Nominal von 2,10 Fmk herausgegeben.